# اوتاوارا ۴۹۷۹
سیارک ۴۹۷۹ (به انگلیسی: 4979 Otawara، نامگذاری:1949PQ) چهار هزار و نهصد و هفتاد و نهمین سیارک کشف شده‌است که در ۲ اوت ۱۹۴۹ و در هایدلبرگ کشف شد.
قدر مطلق سیارک برابر ۱۴٫۳۰ است.